# 野口猛 (作詞家)
野口 猛（のぐち たけし、1906年4月22日 - 1972年5月3日）は日本の作詞家、歌人、初等・中等教育教員。

## 経歴
1906年（明治39年）、長崎県佐世保市に生まれる。少年期に家族で大阪へ移り、西成郡玉出第二尋常小学校（現在の大阪市立岸里小学校）を卒業した後に独学で教員免許を取得した。
兵庫県の教員採用試験に合格した後、川辺郡長尾尋常小学校（現在の宝塚市立長尾小学校）代用教員を振り出しに同郡宝塚国民学校（現在の宝塚市立宝塚小学校）、有馬郡三田国民学校（現在の三田市立三田小学校）訓導を務める。幼少期から詩歌・絵画を趣味とし、特に短歌の分野では『多磨』への投稿を通じて北原白秋に師事していた。1942年（昭和17年）、神戸新聞社が後援した相生市の市歌募集で三等一席に入賞。
有馬郡生瀬国民学校（現在の西宮市立生瀬小学校）の教員であった1947年（昭和22年）、兵庫県が岸田幸雄知事の提唱で日本国憲法公布を記念して募集した「兵庫県民歌」で応募作が入選する。1954年（昭和29年）、尼崎市に新設された市立七松小学校の校長となり同校の校歌を作詞した。同年8月、この年に市制施行した川西市の市歌募集で入選する。
1964年（昭和39年）に川西市立多田小学校校長を定年退職した後、園田学園の英語教諭となり同学園の生徒歌を作詞したのを始め、尼崎市教育委員会からの依頼を受けて市内の小学校の校歌を作詞した。
1972年（昭和47年）5月3日、急性骨髄性白血病のため伊丹市の近畿中央病院で逝去。享年67（満66歳没）。代表作の「兵庫県民歌」は制定主体であるはずの県から制定事実を含めて存在を否定されているため、遺族は名誉回復を訴えている。
2017年（平成29年）、代表作「兵庫県民歌」の制定70周年を記念して業績を紹介するイベントが伊丹市立図書館で開催された。

## 作品
自治体歌
- 兵庫県民歌（信時潔作曲）
- 川西市歌（酒井協作曲）[7]

校歌等
- 尼崎市立大島小学校校歌[8]
- 尼崎市立小園小学校校歌[9]
- 尼崎市立園田小学校校歌[10]
- 尼崎市立園和小学校校歌[11]
- 尼崎市立立花西小学校校歌[12]
- 尼崎市立七松小学校校歌[5]
- 園田学園生徒歌